# Voo TransAsia Airways 222
O voo TransAsia Airways 222 (GE222) foi um voo doméstico de passageiros programado usando um avião ATR 72-500 que colidiu durante o pouso em Magong, Ilhas Pescadores, Taiwan, em 23 de julho de 2014. O voo 222 estava viajando do Aeroporto Internacional de Kaohsiung para o Aeroporto de Magong com 54 passageiros e 4 tripulantes a bordo. 
O número de mortes chegou a 48 e 10 pessoas sobreviveram à colisão, revisto dos relatos iniciais de 51 mortos. O tufão Matmo passara por Taiwan mais cedo naquele dia, causando ventos fortes e chuva torrencial, algumas das 200 linhas aéreas foram canceladas no início do dia devido à chuva e aos ventos fortes. Foi o primeiro acidente aéreo em Taiwan em 12 anos.